# Apanteles transutus
Apanteles transutus är en stekelart som beskrevs av De Saeger 1944. Apanteles transutus ingår i släktet Apanteles och familjen bracksteklar. Inga underarter finns listade i Catalogue of Life.